# Adam Weitz
Adam Weitz, alias Phofo (Brooklyn, 20 juli 1974), is een Amerikaans producer en componist van filmmuziek.

## Biografie
Weitz behaalde zijn bachelorgraad in film en media aan de Universiteit van Fordham en zijn doctorsgraad in rechten aan de Universiteit van Syracuse. In New York begon hij met het componeren en produceren van muziek. Samen met MF Doom en Prince Paul produceerde en schreef hij de nummers van het album Paullelujah! van MC Paul Barman uit 2002. In hetzelfde jaar bracht hij als Phofo Ancient Chinese secret uit op de splitsingle I am the World trade Center met Loveless Sunday.
Van 2008 tot 2013 was hij onderdirecteur van het muzieklicentiekantoor Visions form the Roof. Hij componeerde onder meer de filmmuziek voor Disney's Club Penguin, Sushi Pack, Campeones de la lucha libre (Porchlight) en Shep & Tiffany Watch TV (Bravo). Sinds 2013 staat hij aan het hoofd van de film- en televisielicenties van APM Music, de muziekuitgever van EMI/Universal die voor maatschappijen werkt als 20th Century Fox, Netflix, Warner Brothers en Paramount Pictures.